# DeA Junior
DeA Junior è una rete televisiva italiana per bambini realizzata dall'editore De Agostini e con una programmazione dedicata ai bambini in età prescolare dai 2 ai 5 anni, lanciato il 18 marzo 2012.

## Storia
Inizia le sue trasmissioni il 18 marzo 2012, su una frequenza satellitare codificata in VideoGuard, visibile esclusivamente a pagamento sulla piattaforma Sky al canale 623.
La programmazione di DeA Junior è interamente dedicata a un pubblico di bambini in età compresa tra i 2 e i 5 anni. Manda in onda per tutto il giorno cartoni animati, fiction, favole e produzioni originali caratterizzati da una grafica molto curata per dare molto spazio all'apprendimento.
La speaker ufficiale del canale è Daniela Fava dal 2015.
Il 1º giugno 2015 DeA Junior rinnova il logo e la grafica. Tale logo viene leggermente modificato il 5 settembre 2022, con l'aggiornamento del logotipo DeA.

## Palinsesto

### Programmi attualmente in onda
- Adriana, Tino e me
- Cocomelon
- Dinocity
- Zecchino d'Oro: Le Canzone Animate (st. 17-26)
- Leo e Tig
- Masha e Orso
- Wow! Wow! Wubbzy!
- Radio Crock'n Dolls
- Super Wings
- Zecchino Show
- Le nuove avventure di Peter Pan
- School of Roars
- Barbapapà in famiglia
- Bing (serie animata)
- Bluey
- Crazy Baby Playground
- Little Angel
- Gus - Mini-maxi cavaliere
- Isadora Moon (solo il weekend)

### Programmi precedemente in onda
- Angelina ballerina - La danza continua
- Apollo e il giardino incantanto
- Bob aggiustatutto
- Bubble Bip
- Charmmy Kitty
- Cuccioli
- Fumbleland! Mi è scappato un errore
- Hey Duggee
- Imparando con Hello Kitty
- Il postino Pat
- Zou
- Il treno dei dinosauri
- Kid-E-Cats - Dolci gattini
- Kody Kapow
- Kid's Got Talent
- La fattoria di Orlando
- La Pimpa
- La squadra della fattoria
- Little Furry
- Eurovision 2013 Contest Song
- Magiki
- Miffy
- Mon Cicci
- Ollie e Moon
- Pocoyo
- PopPixie
- Ricky Zoom
- Robot Trains (st.1)
- Teletubbies
- Waybuloo
- Wissper

## Loghi

18 marzo 2012 - 1º giugno 2015
1º giugno 2015 - 5 settembre 2022
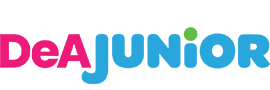
In uso dal 5 settembre 2022